# 微分積分学
微分積分学（びぶんせきぶんがく、英: calculus）または微積分学（びせきぶんがく）とは、解析学の基本的な部分を形成する数学の分野の一つである。微分積分学は、局所的な変化を捉える微分と局所的な量の大域的な集積を扱う積分法の二本の柱からなり、分野としての範囲を確定するのは難しいが、大体多変数実数値関数の微分と積分に関わる事柄（逆関数法やベクトル解析も）を含んでいる。
微分は、ある関数のある点での接線、或いは接平面を考える演算である。数学的に別の言い方をすると、基本的には複雑な関数を線型近似して捉えようとする考え方である。従って、微分は線型写像になる。但し、多変数関数の微分を線型写像として捉える考え方は 20世紀に入ってからのものである。微分方程式はこの考え方の自然な延長にある。
対して積分法は、幾何学的には、曲線、あるいは曲面と座標軸とに挟まれた領域の面積（体積）を求めることに相当している。ベルンハルト・リーマンは（一変数の）定積分の値を、長方形近似の極限として直接的に定義し、連続する関数は積分を有することなどを証明した。彼の定義による積分をリーマン積分と呼んでいる。
微分と積分はまったく別の概念でありながら密接な関連性を持ち、一変数の場合、互いに他の逆写像としての意味を持っている（微分積分学の基本定理）。微分は傾き、積分は面積を表す。
　後述するように微積分は17世紀後半にアイザック・ニュートンとゴットフリート・ライプニッツによって独自に発見された。今日微積分は科学、工学、社会科学等で広く使用されている。

## 歴史

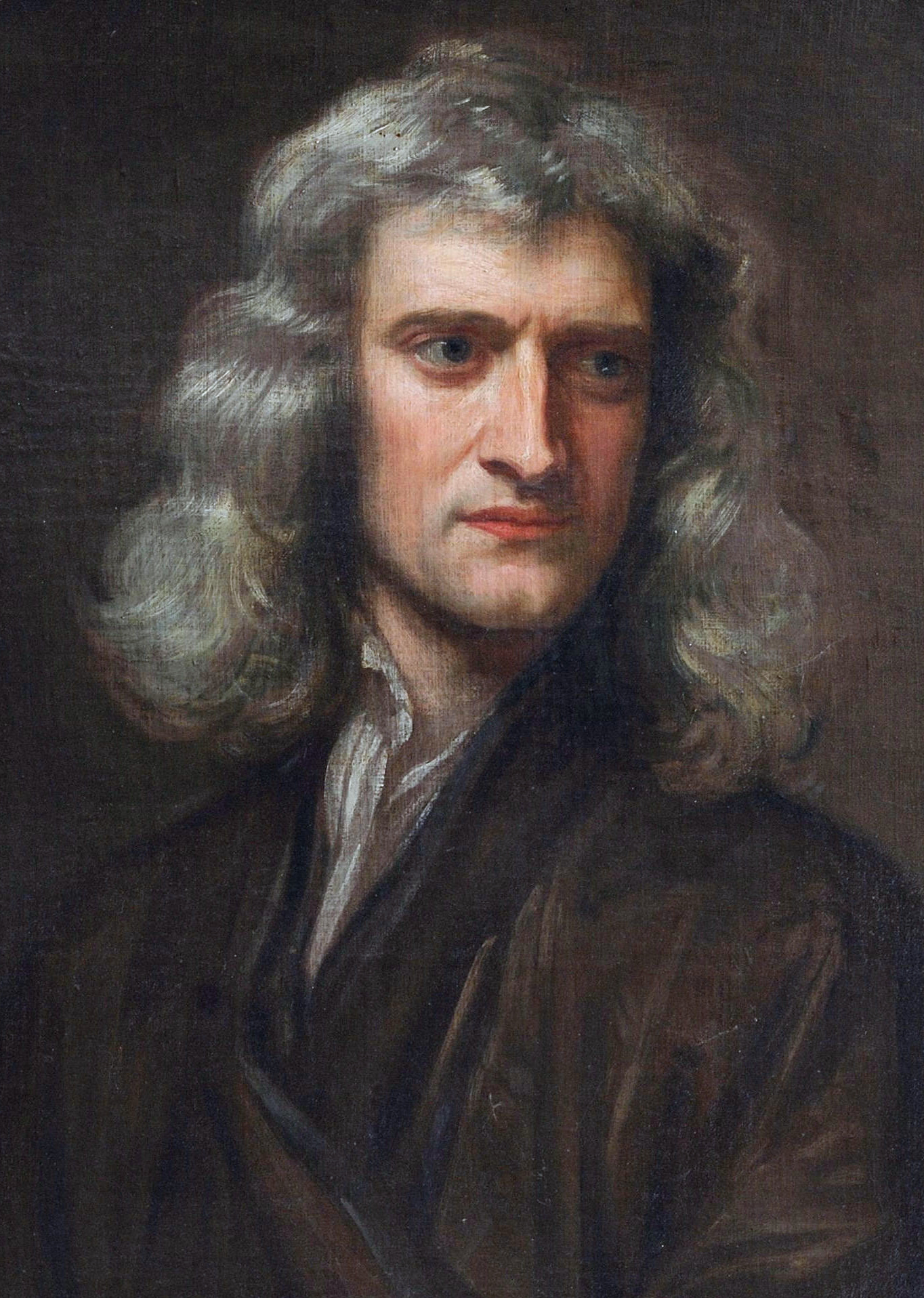
アイザック・ニュートンは微分積分学の発展に最も貢献した1人であり、万有引力の法則や運動の法則でも微分積分学を応用している。

### 古代
古代にもいくつかの積分法のアイデアは存在したが、厳密あるいは体系的な方法でそれらのアイデアを発展させようという動きは見られない。積分法の基本的機能である体積や面積の計算は、エジプトのモスクワ数学パピルス（紀元前1820年頃）まで遡り、その中で角錐の錐台の体積を正しく求めている。ギリシア数学では、エウドクソス（紀元前408年 - 355年頃）が極限の概念の先駆けとなる取り尽くし法で面積や体積を計算し、アルキメデス（紀元前287年 - 212年頃）がそれを発展させて積分法によく似た手法を考案した。取り尽くし法は紀元3世紀ごろ、中国の劉徽も円の面積を求めるのに使っている。5世紀には祖沖之が後にカヴァリエリの原理と呼ばれるようになる方法を使って球体の体積を求めた。

### 中世
紀元1000年ごろ、アラビアの数学者イブン・ハイサムが等差数列の4乗（すなわち二重平方数）の総和の公式を導き出し、それを任意の整数の冪乗の和に一般化し、積分の基礎を築いた。11世紀の中国の博学者沈括は積分に使える充填公式を考案した。12世紀のインドの数学者バースカラ2世は極微の変化を表す微分法の先駆けとなる手法を考案し、ロルの定理の原始的形式も記述している。同じく12世紀のペルシア人数学者 Sharaf al-Dīn al-Tūsī は三次関数の微分法を発見し、微分学に重要な貢献をしている。14世紀インドのマーダヴァは自らが設立した数学と天文学の学校の学生達（ケーララ学派）と共にテイラー展開の特殊ケースを明らかにし、それを 『ユクティバーシャー』 (Yuktibhāṣā) という教科書に掲載した。

### 近代
ヨーロッパでは、ボナヴェントゥーラ・カヴァリエーリが極微の領域の面積や体積の総和として面積や体積を求める方法を論文で論じ、微分積分学の基礎を築いた。
微積分の定式化の研究により、カヴァリエーリの微分と、同じ頃ヨーロッパで生まれた差分法が組み合わされるようになる。この統合を行ったのがジョン・ウォリス、アイザック・バロー、ジェームス・グレゴリーであり、バローとグレゴリーは1675年ごろ微分積分学の基本定理の第2定理を証明した。
アイザック・ニュートンは、積の微分法則、連鎖律、高階差分解読法、テイラー展開、解析関数といった概念を独特の記法で導入した。ちなみにそれらを数理物理学の問題を解くのに使ったとする従来の説には現在科学史家より否定的見解が出されている。従来の説を要約すると「ニュートンは『自然哲学の数学的諸原理』を出版する際に、当時の数学用語に合わせて微分計算を等価な幾何学的主題に置き換えて非難を受けないようにした」というものだが、彼の研究ノートを見分しても初等幾何と現代でいう極限の考え方を素朴に組み合わせて試行錯誤していることや、同書ではいわゆる「逆問題」について踏み込んでいないことから、彼が逆問題を結局解けなかった、つまり微積を使っていなかったことがうかがえる。ニュートンはあくまで幾何と極限の組み合わせを駆使して、天体の軌道、回転流体の表面の形、地球の偏平率、サイクロイド曲線上をすべる錘の動きなど、様々な問題について『自然哲学の数学的諸原理』の中で論じたのである。
ニュートンはそれとは別に関数の級数展開を発展させており、テイラー展開の原理を理解していたことが明らかである。

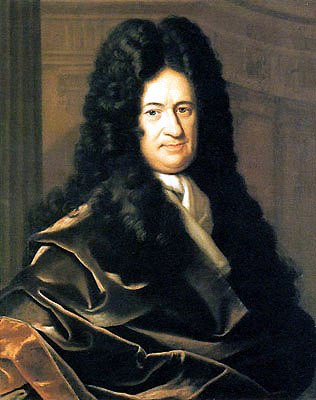
ゴットフリート・ライプニッツは当初ニュートンの未発表論文を盗作したと疑われたが、現在では独自に微分積分学の発展に貢献した1人と認められている。

これらの考え方を体系化し、微分積分学を厳密な学問として確立させたのがゴットフリート・ライプニッツである。当時はニュートンの盗作だと非難されたが、現在では独自に微分積分学を確立し発展させた1人と認められている。ライプニッツは極小の量を操作する規則を明確に規定し、二次および高次の導関数の計算を可能とし、積の微分法則と連鎖律を規定した。ニュートンとは異なり、ライプニッツは形式主義に大いに気を使い、それぞれの概念をどういう記号で表すかで何日も悩んだという。
ライプニッツとニュートンの2人が一般に微分積分学を確立したとされている。ニュートンは物理学全般に微分積分学を適用するということを初めて行い、ライプニッツは今日も使われている微分積分学の記法を開発した。2人に共通する基本的洞察は、微分と積分の法則、二次および高次の導関数、多項式級数を近似する記法である。ニュートンの時代までには、微分積分学の基本定理は既に知られていた。
ニュートンとライプニッツがそれぞれの成果を出版したとき、どちら（すなわちどちらの国）が賞賛に値するのかという大きな論争が発生した。成果を得たのはニュートンが先だが、出版はライプニッツが先だった。この論争により、英国数学界とヨーロッパ大陸の数学界の仲が険悪になり、その状態が何年も続いた。現在では、ニュートンとライプニッツがそれぞれ独自に微分積分学を確立したとされている。
この時代、他にも多数の数学者が微分積分学の発展に貢献している。19世紀になると微分積分学にはさらに厳密な数学的基礎が与えられた。それには、コーシー、リーマン、ワイエルシュトラス（ε-δ論法）らが貢献している。また、同時期に微分積分学の考え方がユークリッド空間と複素平面に拡張された。ルベーグは事実上任意の関数が積分を持てるよう積分の記法を拡張し、ローラン・シュヴァルツが微分を同様に拡張した。微積分学の土台となる実数概念の厳密な体系化は、フレーゲによる量化論理の体系化（概念記法）、ジュゼッペ・ペアノによる自然数の公理化（ペアノの公理）を経て、カントールとデーデキントによって確立された。
今では、微分積分学は世界中の高校や大学で教えられている。

### 重要性
微分積分学の考え方の一部は、ギリシア、中国、インド、イラク、ペルシア、日本にも存在していた。しかし、現代に通じる微分積分学は、17世紀のヨーロッパで、アイザック・ニュートンとゴットフリート・ライプニッツがそれぞれ独自に確立したものである。微分積分学は、曲線の下の面積を求める問題と動きを瞬間的に捉えるという問題を考えてきた先人の成果の上に成り立っている。
近代に入ると微分積分は弾道学において砲弾の速度や弾道曲線の計算に用いられるようになった。微分計算を行う機械式計算機の多くはこの目的のために作られてきた歴史があり、世界初のコンピューターもそうであった。また、大砲の強度計算や、火薬の爆発や挙動の計算にも微分積分は必須であり、火砲の歴史とは密接な関係がある。
微分法の用途としては、速度や加速度に関わる計算、曲線の接線の傾きの計算、最適化問題の計算などがある。積分法の用途としては、面積、体積、曲線の長さ、重心、仕事、圧力などの計算がある。さらに高度な応用として冪級数とフーリエ級数がある。微分積分学は、シャトルが宇宙ステーションとドッキングする際の軌道計算や、道路上の積雪量の計算などにも用いられている。
微分積分学は、宇宙や時間や運動の性質をより正確に理解するのにも有用である。微分積分学、特に極限と級数を使えば、それらのパラドックスを解決することができる。